# Jane Austen à Manhattan
Pour plus de détails, voir Fiche technique et Distribution.
Jane Austen à Manhattan (Jane Austen in Manhattan) est un film américano-britannique réalisé par James Ivory, sorti en 1980.
C'est la dernière apparition au cinéma de Anne Baxter et le premier film de Sean Young.

## Synopsis
À New York, deux compagnies théâtrales sont en concurrence pour monter une œuvre de jeunesse de Jane Austen récemment découverte, Sir Charles Grandison.

## Fiche technique
- Titre original : Jane Austen in Manhattan
- Titre français : Jane Austen à Manhattan
- Réalisation : James Ivory
- Scénario : Ruth Prawer Jhabvala
- Direction artistique : Jeremiah Rusconi
- Costumes : Jenny Beavan
- Maquillage : Jeanne Richmond
- Photographie : Ernest Vincze
- Montage : David E. McKenna
- Musique : Richard Robbins
- Production : Ismail Merchant
- Société(s) de production : Merchant Ivory Productions
- Budget : 450 000 dollars
- Pays d'origine :  Royaume-Uni|  États-Unis
- Langue originale : anglais
- Format : couleur — 35 mm — mono
- Genre : Film dramatique
- Durée : 111 minutes

## Distribution
- Anne Baxter - Lilliana Zorska
- Robert Powell - Pierre
- Michael Wager - George Midash
- Tim Choate - Jamie
- John Guerrasio - Gregory
- Katrina Hodiak - Katya
- Kurt Johnson - Victor Charlton
- Philip Lenkowsky - Fritz
- Charles McCaughan - Billie
- Nancy New - Jenny
- Sean Young - Ariadne Charlton
- Iman - Sufi Leader